# Pierre Roll
Pierre-Gaspard Roll (* 5. Oktober 1787 in Poitiers; † 20. Februar 1851 in Paris) war ein französischer Komponist.

## Leben
Pierre Gaspard Roll studierte ab 1810 am Pariser Konservatorium Kontrabass sowie Komposition bei Henri Montan Berton und Antonín Reicha. 1814 gewann er den Ersten Premier Grand Prix de Rome mit seiner Kantate für großes Orchester Atala.
Nach seinem Studienaufenthalt in Rom und Neapel komponierte er für die Académie royale de musique die große Oper Ogier le Danois, die jedoch zu seinen Lebzeiten nicht aufgeführt wurde. 1829 wurde er Kontrabassist bei der Societé des Concerts du Conservatoire. 1844 musste er die Stelle aus gesundheitlichen Gründen aufgeben und zog sich zurück nach Ville-d’Avray, wo seine Frau, die Witwe des Schriftstellers François Ducrais-Duminil, ein Landhaus besaß.